# ۹۳۶ (قمری)
۹۳۶ (قمری)، نهصد و سی و ششمین سال در گاهشماری هجری قمری است. اول محرم این سال برابر با پانزدهم سپتامبر سال ۱۵۲۹ میلادی است.

## وابسته
- بنارس